# Manoł Manołow
Manoł Tomow Manołow (bułg. Манол Томов Манолов, ur. 4 sierpnia 1925 w Sofii, zm. 16 grudnia 2008 tamże) – bułgarski piłkarz występujący na pozycji obrońcy, reprezentant Bułgarii w latach 1950–1961, brązowy medalista olimpijski, trener piłkarski.

## Kariera klubowa
Przez czternaście lat – od 1948 do 1962 roku – był zawodnikiem Septemwri pri CDW Sofia. Klub, prowadzony w tym czasie przez Kruma Milewa, zdobył dwanaście tytułów mistrza kraju (1948, 1951, 1952, 1954, 1955, 1956, 1957, 1958, 1959, 1960, 1961 i 1962), w tym dziewięć z rzędu, oraz czterokrotnie wygrywał rywalizację o Puchar Armii Sowieckiej (1951, 1954, 1955 i 1961). Manołow w bułgarskiej ekstraklasie rozegrał 239 meczów.

## Kariera reprezentacyjna
W reprezentacji Bułgarii od 1950 do 1961 roku wystąpił w 57 meczach i zdobył 1 gola.

## Kariera trenerska
Po zakończeniu kariery piłkarskiej rozpoczął pracę szkoleniową. Dwukrotnie – w latach 1969–1975 i w sezonie 1984–1985 – był trenerem CSKA Sofia. Doprowadził ją do trzech tytułów mistrza kraju (1971, 1972 i 1973) oraz czterech zwycięstw w rozgrywkach o Puchar Armii Sowieckiej (1972, 1973, 1974 i 1985). Ponadto prowadził m.in. Czerno More Warna (1962–1963) i Spartaka Sofia (1980).

## Sukcesy

### Jako zawodnik
CSKA Sofia
- mistrzostwo Bułgarii: 1948, 1951, 1952, 1954, 1955, 1956, 1957, 1958, 1958/59, 1959/60, 1960/61, 1961/62
- Puchar Bułgarii: 1951, 1954, 1955, 1960/61

### Jako trener
CSKA Sofia
- mistrzostwo Bułgarii: 1970/71, 1971/72, 1972/73
- Puchar Bułgarii: 1971/72, 1972/73, 1984/85